# Telexfree
Telexfree es un nombre comercial, propiedad de Telexfree Inc, que se hizo conocido por sus operaciones en Brasil mediante la empresa Ympactus Comercial Ltda, que actualmente está involucrada en una investigación y en un juicio por ser acusada de funcionar según un esquema Ponzi. Recientemente, las actividades de Telexfree en Estados Unidos han sido suspendidas por la U.S. Securities and Exchange Commission (Comisión de Valores de EE. UU.) bajo la acusación de operar un esquema piramidal de un billón de dólares.
Telexfree Inc. posee los derechos de la marca TelexFREE a nivel mundial. La empresa fue creada por Carlos Roberto Costa, Carlos Nataniel Wanzeler y James Matthew Merrill después de cambiar su anterior denominación social "Common Cents Communications Inc.", que se incorporó en Massachusetts, Estados Unidos. De acuerdo con la Oficina de Registro de Empresa de Massachusetts, Telexfree Inc. comenzó a utilizar esta denominación el 15 de febrero de 2012.
Telexfree Inc. tiene varias filiales que operan el Plan de Marketing TelexFree, entre ellas una empresa brasileña llamada "Ympactus Comercial Ltda", que fue suspendida el 13 de junio de 2013 por tribunal brasileño del estado de Acre.
Las operaciones de Telexfree en Brasil fueron descritas como uno de los mayores fraudes de la historia de ese país, según el Ministerio de Justicia de Brasil y el Público Ministerio Federal. El número de inversores, denominados "promotores" por Telexfree, todavía no ha sido determinado; para finales de agosto de 2013, justo después de la suspensión de la empresa, Carlos Roberto Costa (director) dijo que la empresa tenía 1,049,619 promotores activos en Brasil. Puesto que la empresa está siendo investigada por las autoridades brasileñas, el Tribunal ha congelado el activo de la empresa y de sus dueños y ha mantenido  la suspensión de sus actividades. Telexfree Brasil (Ympactus Comercial Ltda) niega las acusaciones, diciendo que opera según una estructura de Marketing multinivel, comercializando servicios VoIP. El fallo final probablemente se emita en 2014 y, hasta entonces, es probable que el activo de la empresa permanezca congelado, según el Ministerio Público del estado de Acre.
Los nombres de las empresas Telexfree y BBOM, ambas acusadas de funcionar según un esquema Ponzi y suspendidas en Brasil, figuraron entre los 10 términos más buscados en Google durante el año 2013 en Brasil. Telexfree se clasificó en segundo lugar, justo después de "BBB 13" (Big Brother Brasil 13).
El 13 de abril de 2014 TelexFree se declaró en bancarrota y presentó demanda de amparo ante el código de bancarrota de Estados Unidos.
El 15 de abril de 2014 la U.S. Securities and Exchange Commission (Comisión de Valores de Estados Unidos) presentó cargos contra TelexFree Inc. y TelexFree LLC por operar "un esquema piramidal de gran tamaño que iba dirigido principalmente a inmigrantes dominicanos y brasileños residentes en Estados Unidos". El día siguiente, 16 de abril, acogiendo la solicitud de la Comisión, el Tribunal de Distrito en Boston ordenó la congelación de los activos de la empresa.